# Concord (Vermont)
Concord – miasto w Stanach Zjednoczonych, w stanie Vermont, w hrabstwie Essex.